# Espolín
Un espolín es una pequeña pieza de madera que se utiliza en los telares para entretejer los dibujos que configuran el diseño de la tela al ser lanzada de un extremo a otro de la pieza. Actualmente se denomina de esta forma a los tejidos de seda estrecha, fabricados en telares manuales por procedimientos tradicionales.

## Etimología

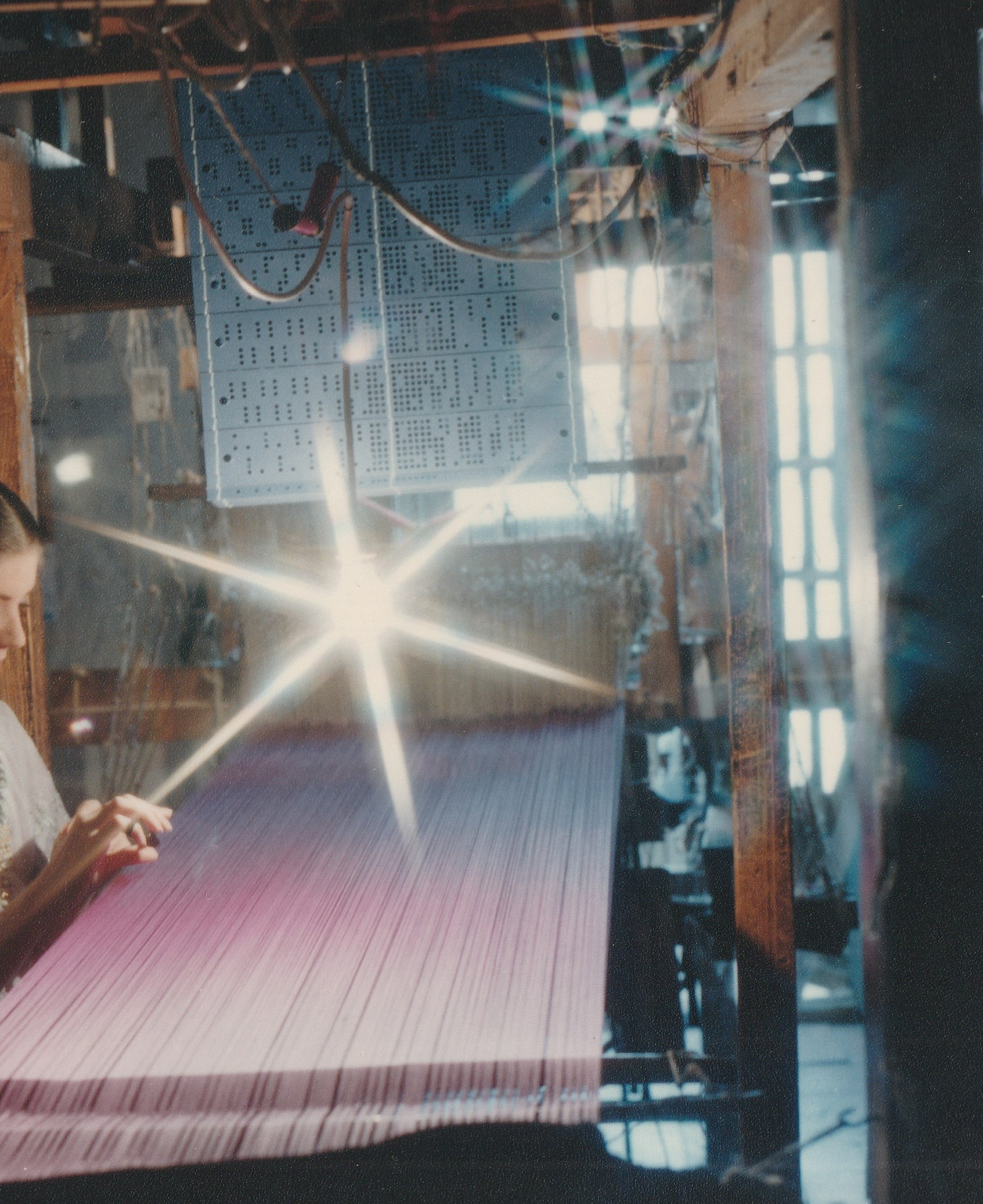
Telar de finales del

La palabra espolín proviene del alemán spuole que se traduce como lanzadera. En los telares se mantuvo el término espolín para referirse a esa pequeña pieza de madera que se utiliza en los telares manuales para entretejer los dibujos que configuran el diseño de la tela, por lo general de seda, al ser lanzada de un extremo a otro de la pieza. Los tejidos realizados con esta técnica se denominaban "espolinados" y de ahí ha derivado la denominación de “espolín” para nombrar las piezas de seda estrecha tejidas en telar manual con esta técnica.

## Origen
Según el Colegio del Arte Mayor de la Seda la técnica del espolinado se utilizó por primera vez en España en el siglo XV para la elaboración de tejidos hispano-árabes. La tradición sedera de Valencia contribuyó a que los maestros "velluters" alcanzaran un gran dominio en esta técnica que se ha mantenido hasta el presente.

## Características

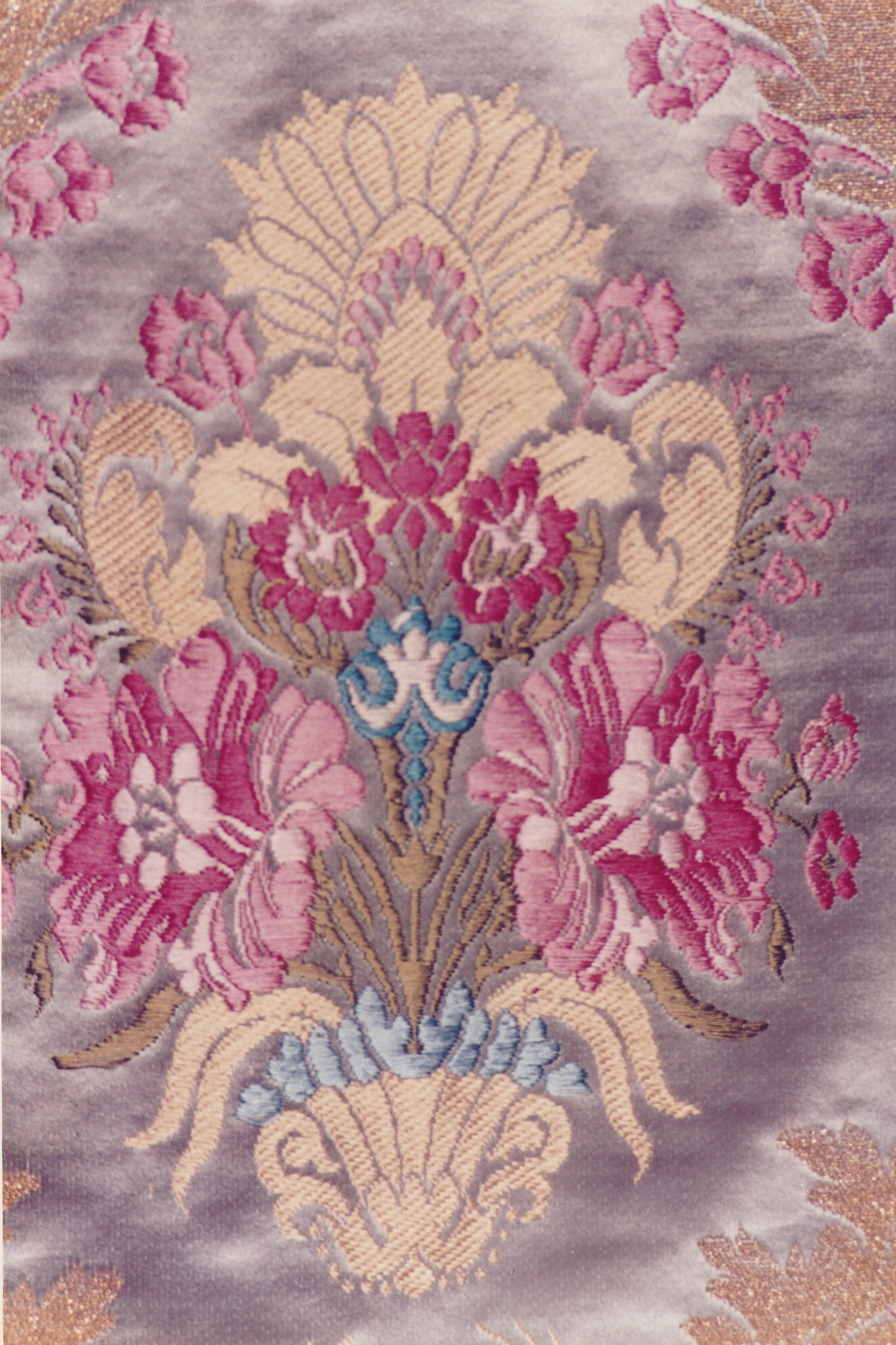
Detalle del centro floral de un espolín (el "Árabe")

El espolín es una tela estrecha, generalmente de 54 centímetros de ancho, fabricada con hilos de seda natural y de metal (oro, plata) que reproduce dibujos con motivos florales, guirnaldas geométricas y espigas. Los dibujos provienen de cartones perforados antiguos que se han conservado, aunque también se han creado algunos cartones nuevos como los que lucen, en exclusiva, desde 2001 las Falleras Mayores y Falleras Mayores Infantiles de Valencia y que llevan ese nombre.
Lo que hace especial al tejido espolinado o espolín respecto a las sedas estrechas convencionales es la forma de tejerlo:
- se fabrican en telares manuales, con la misma técnica que en su origen;
- la fabricación manual permite dibujos con una variedad de colores ilimitada, elegidos uno a uno tanto para la urdimbre como para la trama y los dibujos; de un mismo dibujo de espolín pueden existir miles de variantes en función de los colores que se elijan;
- no es necesario que los motivos guarden simetría en la forma o el color, permitiendo diseños más complejos y ricos que con la producción mecánica, ya que cada hilo que conforma el dibujo es rematado al inicio y al final de la pasada sin llegar a la orilla como sí ocurre en los telares mecánicos. De hecho, una de las formas de diferenciar un espolín de una seda estrecha es observarlo por el revés. En una seda convencional los hilos de la trama y del dibujo forman franjas horizontales que van de lado a lado de la tela mientras que en el espolín se ve el mismo dibujo de que en el derecho pero con las imperfecciones del corte y remate de los hilos del dibujo;
- el peso de la pieza es menor que el de una tela de aspecto similar tejida en telar industrial al utilizar menor cantidad de hilo para hacer el dibujo;
- las orillas de la tela son más limpias, blandas y menos deshilachadas que en los tejidos de confección mecánica, ya que la trama del hilo no se corta al llegar al extremo sino que vuelve hacia el otro lado para continuar la confección.

## Producción

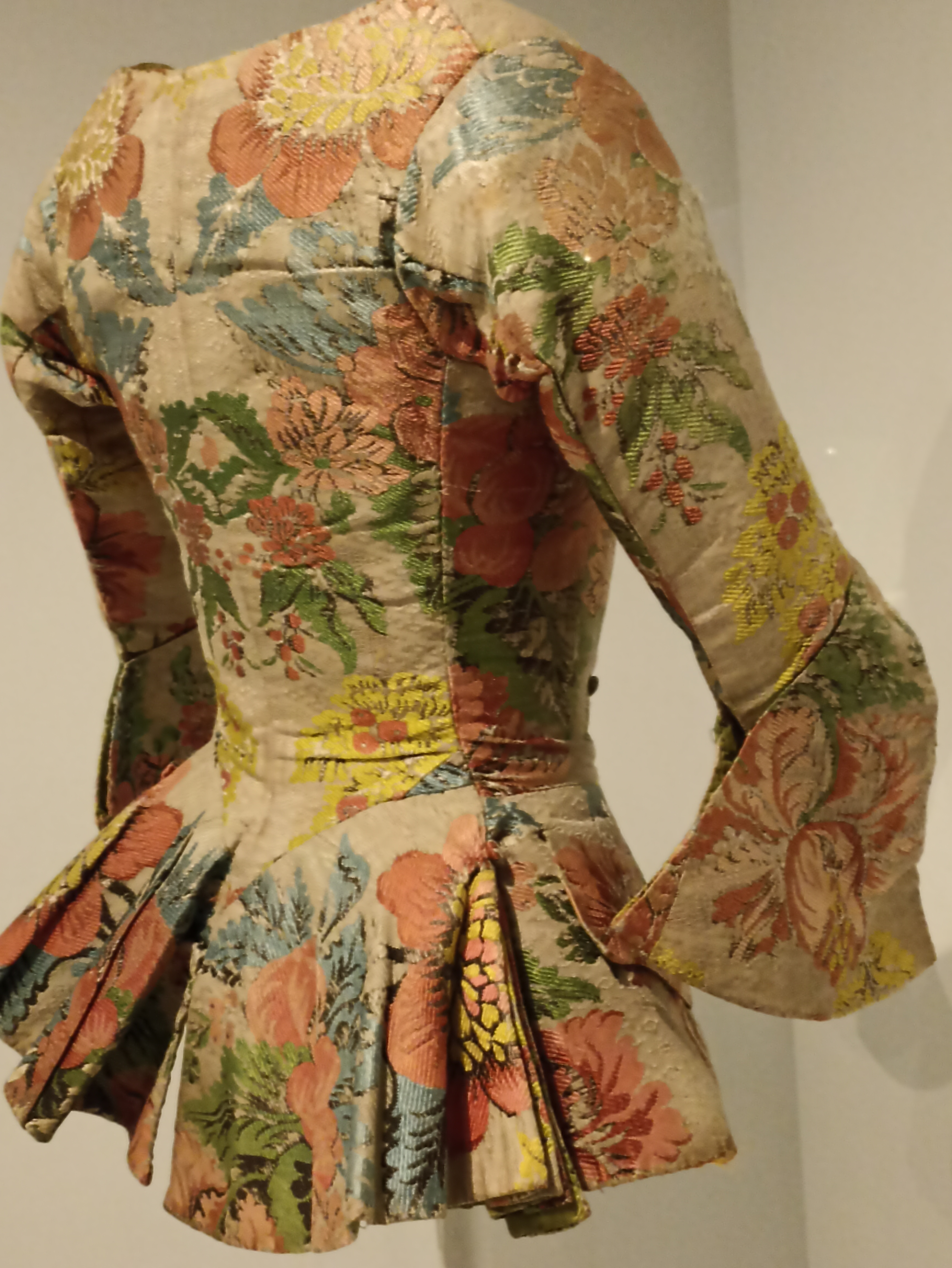
Jubón de seda natural. Siglo XVIII

Valencia es la única ciudad que continúa con la tradición del espolín. Se han mantenido algunos talleres con telares manuales donde se confeccionan estos tejidos de gran valor como se hacía antiguamente, siguiendo los diseños de los cartones perforados que establecen el dibujo que da nombre a la tela. Los dibujos más conocidos son el Valencia, el Reina, el Carpio, el Alcázar, el Árabe, el Espigas, Luis XV, Santa Bárbara, San Fernando, Alicante… 
Desde el año 2001 existen dos dibujos de espolín creados especialmente para que los luzcan en exclusiva las Falleras Mayores y Falleras Mayores infantiles de Valencia, regalo del Ayuntamiento, con la particularidad de que cada año son ellas quienes eligen todos y cada uno de los colores de la tela y que, como marca la tradición, será lucido por primera vez en el acto de la Exaltación. Reciben el nombre de Espolín Fallera Mayor de Valencia, y Espolín Fallera Mayor Infantil de Valencia.
Los cortes de este tejido alcanzan un gran valor ya que se puede tardar varias semanas en su confección (se producen unos 10cm a la hora), los materiales son hilos de seda natural y de metales como el oro y la plata y las piezas son de 54 centímetros de ancho, y para la confección de un traje tradicional de valenciana se pueden necesitar entre 8 y 10m.
Además del uso para la indumentaria tradicional valenciana, también ha sido elegido para eventos especiales por miembros de la realeza, como la Reina Doña Letizia cuando, todavía siendo princesa, acudió a la fiesta de la víspera del enlace de la pareja real danesa, Federico de Dinamarca y Mary Donaldson, en el Teatro Real de Copenhague. Para esa ocasión lució un modelo de dos piezas de Lorenzo Caprile en el que la chaqueta de estilo corsé y gran escote de barco estaba confeccionada con un espolín de seda natural de Rafael Catalá que reproducía dibujos del siglo XVIII.